# Zápas na Letních olympijských hrách 1972 – muži, řecko-římský do 90 kg
Zápas řecko-římský ve váhové kategorii do 90 kg na Letních olympijských hrách 1972 v Mnichově probíhal od 5. do 10. září. O medaile se utkalo 14 zápasníků.

## Turnajové výsledky
Byl použit systém eliminace zápornými body. Zápasník, který nasbíral 6 negativních bodů, byl vyřazen z dalších bojů. Když zůstali v turnaji poslední tři, rozhodlo o jejich konečném pořadí speciální finálové kolo. 
Legenda
- DNA — Nenastoupil
- TPP — Celkem trestných bodů
- MPP — Trestných bodů v zápase

Penalizace
- 0 — Lopatkové vítězství, vítězství pro pasivitu, zranění, nebo diskvalifikaci protivníka
- 0.5 — Vítězství pro technickou převahu
- 1 — Vítězství na body
- 2 — Remíza
- 2.5 — Remíza, pasivita
- 3 — Prohra na body
- 3.5 — Prohra pro technickou převahu soupeře
- 4 — Lopatková prohra, prohra z důvodu pasivity, zranění, nebo diskvalifikace

### Kolo 1
| TPP | MPP |                        | Čas  |                              | MPP | TPP |
| --- | --- | ---------------------- | ---- | ---------------------------- | --- | --- |
| 3   | 3   | Roland Andersson (SWE) |      | Wayne Baughman (USA)         | 1   | 1   |
| 0   | 0   | Håkon Øverby (NOR)     | 7:42 | Günter Kowalewski (FRG)      | 4   | 4   |
| 2   | 2   | Nicolae Neguţ (ROU)    |      | Valerij Rezancev (URS)       | 2   | 2   |
| 1   | 1   | Kimuči Tani (JPN)      |      | Jean-Marie Chardonnens (SUI) | 3   | 3   |
| 4   | 4   | Barend Kops (NED)      | 0:00 | Josip Čorak (YUG)            | 0   | 0   |
| 2   | 2   | Lothar Metz (GDR)      |      | Czesław Kwieciński (POL)     | 2   | 2   |
| 3   | 3   | Stojan Nikolov (BUL)   |      | József Pércsi (HUN)          | 1   | 1   |

### Kolo 2
| TPP | MPP |                          | Čas  |                              | MPP | TPP |
| --- | --- | ------------------------ | ---- | ---------------------------- | --- | --- |
| 7   | 4   | Roland Andersson (SWE)   | 7:03 | Håkon Øverby (NOR)           | 0   | 0   |
| 5   | 4   | Wayne Baughman (USA)     | 8:03 | Günter Kowalewski (FRG)      | 0   | 4   |
| 2   | 0   | Nicolae Neguţ (ROU)      | 0:52 | Kimuči Tani (JPN)            | 4   | 5   |
| 2   | 0   | Valerij Rezancev (URS)   | 2:59 | Jean-Marie Chardonnens (SUI) | 4   | 7   |
| 1   | 1   | Josip Čorak (YUG)        |      | Lothar Metz (GDR)            | 3   | 5   |
| 3   | 1   | Czesław Kwieciński (POL) |      | Stojan Nikolov (BUL)         | 3   | 6   |
| 1   |     | József Pércsi (HUN)      |      | Bye                          |     |     |
| 4   |     | Barend Kops (NED)        |      | DNA                          |     |     |

### Kolo 3
| TPP | MPP |                         | Čas  |                          | MPP | TPP |
| --- | --- | ----------------------- | ---- | ------------------------ | --- | --- |
| 1.5 | 0.5 | József Pércsi (HUN)     |      | Wayne Baughman (USA)     | 3.5 | 8.5 |
| 2   | 2   | Håkon Øverby (NOR)      |      | Nicolae Neguţ (ROU)      | 2   | 4   |
| 8   | 4   | Günter Kowalewski (FRG) | 0:00 | Valerij Rezancev (URS)   | 0   | 2   |
| 5   | 0   | Kimuči Tani (JPN)       | 1:58 | Lothar Metz (GDR)        | 4   | 9   |
| 3   | 2   | Josip Čorak (YUG)       |      | Czesław Kwieciński (POL) | 2   | 5   |

### Kolo 4
| TPP | MPP |                          | Čas  |                    | MPP | TPP |
| --- | --- | ------------------------ | ---- | ------------------ | --- | --- |
| 2.5 | 1   | József Pércsi (HUN)      |      | Håkon Øverby (NOR) | 3   | 5   |
| 8   | 4   | Nicolae Neguţ (ROU)      | 7:36 | Josip Čorak (YUG)  | 0   | 3   |
| 2   | 0   | Valerij Rezancev (URS)   | 1:24 | Kimuči Tani (JPN)  | 4   | 9   |
| 5   |     | Czesław Kwieciński (POL) |      | Bye                |     |     |

### Kolo 5
| TPP | MPP |                          | Čas  |                        | MPP | TPP |
| --- | --- | ------------------------ | ---- | ---------------------- | --- | --- |
| 5   | 0   | Czesław Kwieciński (POL) | 2:04 | József Pércsi (HUN)    | 4   | 6.5 |
| 9   | 4   | Håkon Øverby (NOR)       | 1:39 | Valerij Rezancev (URS) | 0   | 2   |
| 3   |     | Josip Čorak (YUG)        |      | Bye                    |     |     |

### Finále
Výsledky z předchozích kol se započítávají do finále (žlutě zvýrazněno).
| TPP | MPP |                          | Čas |                          | MPP | TPP |
| --- | --- | ------------------------ | --- | ------------------------ | --- | --- |
|     | 2   | Josip Čorak (YUG)        |     | Czesław Kwieciński (POL) | 2   |     |
| 5   | 3   | Josip Čorak (YUG)        |     | Valerij Rezancev (URS)   | 1   |     |
| 5   | 3   | Czesław Kwieciński (POL) |     | Valerij Rezancev (URS)   | 1   | 2   |

## Finálové pořadí
1. Valerij Rezancev (URS)
2. Josip Čorak (YUG)
3. Czesław Kwieciński (POL)
4. József Pércsi (HUN)
5. Håkon Øverby (NOR)
6. Nicolae Neguţ (ROU)